# Tierser-Alpl-Hütte
Die Tierser-Alpl-Hütte (italienisch Rifugio Alpe di Tires) – auch Schutzhaus Tierser Alpl – ist eine Schutzhütte in den Südtiroler Dolomiten, zwischen Schlerngruppe und Rosengarten gelegen. Das Gebiet ist Teil des Naturparks Schlern-Rosengarten.

## Lage und Umgebung
Die Hütte befindet sich auf 2444 m Höhe auf dem Tierser Alpl, einem Sattel zwischen den Rosszähnen (Schlerngruppe) im Norden und den ersten Erhebungen der Rosengartengruppe im Süden oberhalb des Tierser und Tschamintals. Sie liegt auf dem Gebiet der Gemeinde Tiers in Südtirol (Italien).
Bei der Tierser-Alpl-Hütte kreuzen sich mehrere Wege durch die umliegenden Berge. In nördliche Richtung erreicht man über die Rosszähnscharte (2497 m) die Seiser Alm. Zur Ortschaft Kompatsch am westlichen Rand der Seiser Alm benötigen geübte Geher etwa 1¾ Stunden (in Gegenrichtung etwa 2 bis 2½ Stunden). Gegen Osten nähert man sich dem Plattkofel und dem Langkofel. Zur Plattkofelhütte geht es ohne große Höhenverluste ebenfalls in rund 1¾ Stunden. Auf dem Weg Richtung Westen gelangt man auf einem Kamm zum Gipfel des Schlern mit den Schlernhäusern, wohin man ca. 2 Stunden braucht. Folgte man dem Weg nach Süden, kommt man über den Molignon-Pass tiefer in die Rosengartengruppe hinein. Die nächstgelegenen Schutzhütten dort sind die Grasleitenhütte (ca. 1 Stunde) und die Grasleitenpasshütte (ca. 1½ Stunden). Etwas südwestlich vom Tierser Alpl liegt das sogenannte Bärenloch; von dort gelangt man dem Tschamintal folgend in etwa 2½ Stunden (in Gegenrichtung ca. 3¾ Stunden) nach St. Zyprian.
Klettersteiggehern dient die Hütte als Ausgangspunkt für den Maximilian-Klettersteig über die Rosszähne und zur Roterdspitze und den Laurenzi-Klettersteig auf den Molignon. Beide Klettersteige wurden von Max Aichner, dem Erbauer der Hütte, angelegt.

## Geschichte

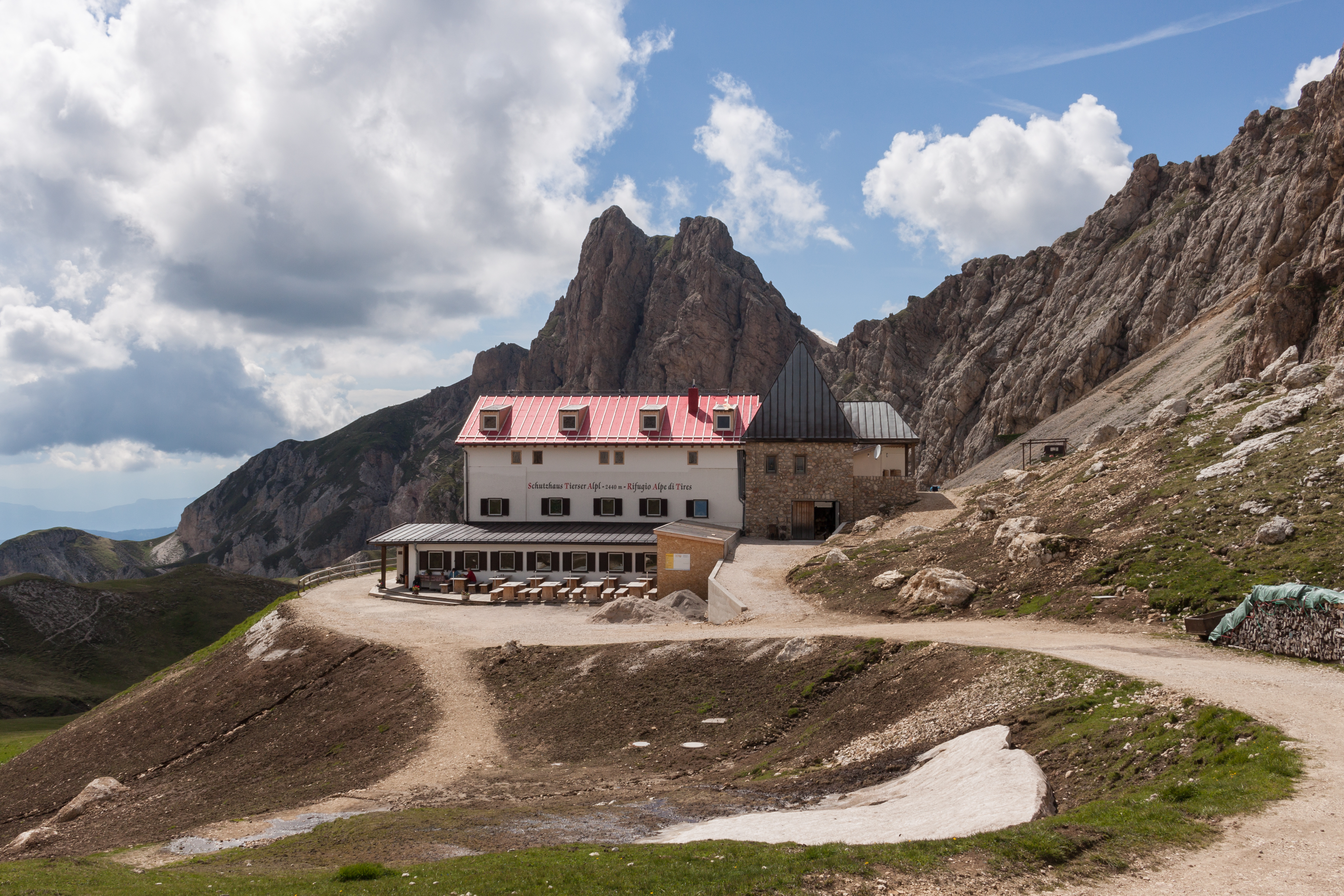
Das Schutzhaus vor dem Umbau 2015

Max Aichner, ein Tierser Bergführer, errichtete in den Jahren von 1957 bis 1963 mit eigenen Mitteln ein Schutzhaus auf dem Tierser Alpl. Der 1969 von ihm angelegte Maximilian-Klettersteig trägt seinen Namen. Der 1986 eingerichtete Laurenzi-Klettersteig wurde nach seiner Frau Laura benannt. 1992 übernahm Aichners Tochter Judith die Führung der Hütte. Im Jahre 2015 wurde das Schutzhaus umgebaut und vergrößert.

## Karten
- Casa Editrice Tabacco 06 Val di Fassa e Dolomiti Fassane (1:25.000)
- Casa Editrice Tabacco 029 Schlern – Rosengarten – Sciliar – Catinaccio – Latemar (1:25.000)[2]